# جان-بيير كوتيه
جان-بيير كوتيه هو فني أسنان ورسام وسياسي كندي، ولد في 9 يناير 1926 في مونتريال في كندا، وتوفي بنفس المكان في 10 يوليو 2002. نشط حزبياً في الحزب الليبرالي الكندي.

## مناصب
- انتخب Lieutenant Governor of Quebec [الإنجليزية]‏ (27 أبريل 1978 – 28 مارس 1984).
- انتخب وزارة (1965 – 1972).
- انتخب عضو مجلس الشيوخ الكندي ‏ (1 سبتمبر 1972 – 27 أبريل 1978).
- انتخب عضو مجلس العموم الكندي (8 أبريل 1963 – 30 أكتوبر 1972).